# John Bundrick
John Douglas Bundrick, dit Rabbit, est un musicien américain né le 21 novembre 1948 à Houston au Texas. C'est un claviériste connu pour son travail avec The Who, il a aussi joué avec Eric Burdon, Bob Marley and the Wailers, Roger Waters, Free et Paul Kossoff. Il fut aussi le chef d'orchestre pour la comédie musicale de 1975, The Rocky Horror Picture Show qui a tenu l'affiche en 1975. Et avec d'anciens musiciens du Captain Beefheart's Magic Band, il a formé le groupe Mallard vers le milieu des années '70, mais leur carrière fut de courte durée.

## Histoire
Pendant la première séparation du groupe Free en 1972, le guitariste Paul Kossof et le batteur Simon Kirke rencontrent John Bundrick et le bassiste japonais Tetsu Yamauchi et forment le tandem "Kossoff, Kirke, Tetsu & Rabbit", un album éponyme sort la même année. Entretemps, John joue sur deux chansons du second album solo de Sandy Denny, tout simplement intitulé Sandy. Le tandem "Kossoff, Kirke, Tetsu & Rabbit" continue pendant un an et à la suite du retour de Kirke et Kossof avec Free en 1973, le groupe est dissout. Entretemps, John Bundrick part en tournée avec le chanteur texan Johnny Nash, puis il est invité à jouer sur son album I Can See Clearly Now en 1972, duquel sera tiré le single éponyme. Alors qu'il se trouvait en Suède pour travailler sur la Bande Sonore du film Vill så gärna tro, il fait la connaissance de Bob Marley, ils cohabiteront ensemble avec Johnny Nash pendant leur séjour là-bas. Puis après le retour à Londres, Bundrick est amené à collaborer sur l'album Catch a fire de Marley, apportant sa touche personnelle aux claviers sur les musiques typiquement jamaïcaines dans le but de rendre cette musique plus accessible au public européen et américain. À cette époque, John a aussi travaillé avec le gérant des disques Islands Chris Blackwell, en jouant sur quelques albums de la firme.

## Un dernier album pour Free
En 1973, pour ce qui sera le dernier album de Free Heartbreaker, John Bundrick retrouve les musiciens de son précédent groupe Kossoff, Kirke, Tetsu & Rabbit, ainsi que le guitariste américain W. G. Snuffy Walden et le percussionniste ghanéen Rebop Kwaku Baah. John a écrit deux chansons pour cet ultime album du groupe, Muddy Water et Common Mortal Man en plus de collaborer à l'écriture de deux autres pièces, Wishing Well et Travellin' in Style signées par le groupe au complet. Après une brève tournée, le groupe s'est séparé et Paul Kossof a enregistré son album Back Street Crawler sur lequel John a aussi joué. On retrouve sur cet album une belle panoplie de musiciens divers, les membres de Free au grand complet en plus du bassiste japonais Yamauchi et du batteur de Yes Alan White, John Martyn, le bassiste Trevor Burton et le claviériste de Cat Stevens Jean Roussel.

## John Martyn et des musiciens de Fairport Convention
Par la suite, il joue sur l'album Solid Air de John Martyn avec des musiciens de Fairport Convention, Richard Thompson à la mandoline, Simon Nicol à l'autoharpe sur une chanson Over the hill, ainsi que le batteur Dave Mattacks et le bassiste Dave Pegg, on retrouve aussi le contrebassiste Danny Thompson de Pentangle et la violoniste américaine Sue Draheim.

## John Bundrick solo
Ensuite, John enregistre un premier album solo intitulé Broken Arrows, sur lequel on retrouve des musiciens avec lesquels il a déjà joué dont le bassiste Tetsu Yamauchi, le percussionniste Reebop Kwaku Baah, les batteurs Simon Kirke et Jim Capaldi de Traffic, le guitariste W. G. Snuffy Walden, etc. Ensuite il joue avec Donovan sur son troisième album Cosmic Wheels avec Chris Spedding, les saxophonistes Jim Horn et Bobby Keys, les batteurs Alan White de Yes et Cozy Powell du Jeff Beck Group, Lesley Duncan et Suzi Quatro aux chœurs, etc. Puis il remet les couverts pour un second album en 1974, Dark Saloon, avec Martin Ford aux orchestrations et aux arrangements sur trois pièces, Tetsu et Snuffy  sur une chanson 43 Revolution ainsi que des musiciens moins connus pour le reste de l'album.

## Kevin Ayers, John Cale, Eno, Nico, June 1 1974
Enregistré au Rainbow Theater de Londres le 1er juin 1974, l'album réunissant l'ex-Soft Machine Kevin Ayers, l'ancien violoniste et bassiste du Velvet Underground John Cale ainsi que l'égérie Nico et l'ex-claviériste de Roxy Music Brian Eno est désormais un classique et John Bundrick a joué sur trois pièces de cet album. On retrouve aussi sur cet album Mike Oldfield, Robert Wyatt, Ollie Halsall ainsi que les choristes Doreen Chanter, Irene Chanter et Liza Strike.

## The Rocky Horror Picture Show
Après avoir enregistré l'album The Rocky Horror Picture Show avec toute une caste de musiciens et de comédiens parmi lesquels Meat Loaf, Susan Sarandon, Tim Curry, Richard O'Brien, etc. John Bundrick joue sur une chanson, It's All Up to You,  du troisième album de Jim Capaldi, Short Cut Draw Blood avec Steve Winwood, Jean Roussel, Remi Kabaka, Rebop Kwaku Baah, Chris Spedding, Paul Kossoff et Chris Wood entre autres. Ensuite, il est sur l'album du guitariste Andy Fairweather Low, ex-Amen Corner, La Booga Rooga avec d'autres grands noms de la musique rock dont B. J. Cole, Georgie Fame, l'ex-Small Faces Kenney Jones à la batterie, Bernie Leadon des Eagles à la guitare et au banjo, Gerry Rafferty aux chœurs, le batteur britannique de Fairport Convention Dave Mattacks, etc. Par la suite, il joue l'orgue Hammond  sur l'album Show Some Emotion de Joan Armatrading en 1977. Et il est un des claviéristes de l'album solo du chanteur Eric Burdon Survivor, les autres musiciens sont Zoot Money et l'ex-Triumvirat Hans-Jürgen Fritz, Alexis Korner et Geoff Whitehorn entre autres guitaristes, Alvin "Red" Taylor à la batterie et les choristes Maggie Bell, P. P. Arnold, Vicki Brown.

## Peter Townshend
En 1975, il est sur la Bande Originale du film Tommy de Ken Russell, avec The Who, Eric Clapton, Elton John, Tina  Turner, etc. Et en 1977, John joue sur l'album Rough Mix de Peter Townshend et l'ex-bassiste des Small Faces, Ronnie Lane. Parmi les autres musiciens invités pour l'occasion, Eric Clapton et Graham Lyle à la guitare, Boz Burrell à la basse, Mel Collins au saxophone, John Entwistle au cor anglais et aux chœurs, Ian Stewart au piano, etc. John Bundrick retrouverait Townshend en 1980 sur son album solo Empty Glass et pour Face Dances des Who en 1981 et en 1985 il joue le synthétiseur sur une chanson Just Another Night de l'album She's the boss de Mick Jagger, finalement en 1986, pour son projet Deep End sur le disque Deep End Live avec David Gilmour à la guitare, Simon Phillips à la batterie, Jody Linscott aux percussions ainsi que l'harmoniciste Peter Hope Evans et une section de cuivres.

## Roger Waters
Après un troisième album solo enregistré en 1988 Dream Jungle, John joue sur une chanson Three Wishes de l'album Amused to death de Roger Waters, avec Jeff Beck, Andy Fairweather Low et Tim Pierce à la guitare, Katie Kissoon et Doreen Chanter aux chœurs, Graham Broad à la batterie, etc. En 1998, il joue avec Fairport Convention sur Cropredy 98 et il retrouve à nouveau The Who pour leur album Endless Wire sorti en 2006. Enfin il est sur l'album compilation de Mick Jagger The Very Best of Mick Jagger (Deluxe Edition) en 2007.

## Discographie
- 1971 Kossoff Kirke Tetsu Rabbit
- 1972 Johnny Nash I Can See Clearly Now
- 1972 Sandy Denny Sandy
- 1973 Free Heartbreaker
- 1973 Paul Kossoff Back Street Crawler
- 1973 John Martyn Solid Air
- 1973 Bundrick  Broken Arrows
- 1973 Donovan Cosmic Wheels
- 1974 Bundrick Dark Saloon
- 1974 Kevin Ayers, John Cale, Nico, Eno June 1, 1974
- 1974 Bryn Haworth Let the Days Go By
- 1975 The Rocky Horror Picture Show
- 1975 Jim Capaldi Short Cut Draw Blood
- 1975 Andy Fairweather Low La Booga Rooga
- 1975 The Who Tommy Bande Originale du film de Ken Russell
- 1977 Joan Armatrading Show Some Emotion
- 1977 Eric Burdon Survivor
- 1977 Peter Townshend & Ronnie Lane Rough Mix
- 1979 The Only Ones Special View
- 1980 Pete Townshend Empty Glass
- 1981 The Who Face Dances
- 1985 Mick Jagger She's the Boss
- 1985 Deep End Deep End Live!
- 1988 Bundrick Dream Jungle
- 1992 Roger Waters Amused to Death
- 1998 Fairport Convention Cropredy 98
- 2006 The Who Endless Wire
- 2007 Mick Jagger The Very Best of Mick Jagger (Deluxe Edition)